# Crocodilosa
Crocodilosa is een geslacht van spinnen uit de familie wolfspinnen (Lycosidae).

## Soorten
De volgende soorten zijn bij het geslacht ingedeeld:
- Crocodilosa kittenbergeri Caporiacco, 1947
- Crocodilosa leucostigma (Simon, 1885)
- Crocodilosa maindroni (Simon, 1897)
- Crocodilosa ovicula (Thorell, 1895)
- Crocodilosa virulenta (O. P.-Cambridge, 1876)